# 颶風羅莎 (2018年)
2018年9月末，飓风罗莎在墨西哥西北部和美国西南部引发大范围洪灾，是1997年飓风诺拉过后第一个登陆下加利福尼亚州的热带气旋，也是2018年太平洋飓风季第十七场获命名的风暴、第十场飓风和第七场大型飓风。罗莎源自9月6日离开非洲西海岸的东风波，穿越大西洋和中美洲后于9月22日进入特万特佩克湾。接下来系统逐渐朝热带气旋转变，于9月25日成为热带风暴。由于所在海域大气环境有利，罗莎于9月27日快速增强，次日便达到最大持续风速每小时240公里的最高强度，按萨菲尔-辛普森飓风风力等级属四级飓风。接下来几天里风暴先转向北上，后又转朝东北前进，在此期间逐渐减弱，10月2日登陆下加利福尼亚州时已降级成热带低气压。穿过陆地进入加利福尼亚湾后，气旋残留分裂，最终在10月3日与加利福尼亚州近海上空的上层低气压完全融合。
面对风暴威胁，下加利福尼亚州收到热带风暴观察预警或警告，美国西南部多地也接获洪灾预警或警告。飓风登陆前因风切变和水温降低共同影响大幅减弱，所以造成的影响相对较小。墨西哥西北部大范围地区发生洪灾，其中又以索诺拉州和下加利福尼亚州灾情严重，造成一人溺毙并有轻度破坏。亚利桑那州降水最多，达到175毫米并引发山洪，导致两人丧生。罗莎及其残留引发的洪灾共造成价值5188万美元经济损失，其中美国西南部五千万美元，下加利福尼亚州188万美元。

## 发展历程
9月6日，一股强东风波离开非洲西海岸，接上来穿越大西洋热带海域期间基本没有发展，同加勒比海的中层低压槽相互影响更令气象机构难以追踪。9月19日，美国国家飓风中心发布热带天气展望报告，预测特万特佩克湾会在周末形成低气压区。东风波穿过中美洲后于9月22日进入特万特佩克湾，开始发展出表面环流，上方还形成对流活动。系统起初规模很大，但在向西略偏北侧移动期间逐渐聚拢。协调世界时9月25日早上六点，气象机构将位于墨西哥曼萨尼约西南偏南约565公里洋面的系统正式指定为2018年太平洋飓风季第二十号热带低气压。
气旋成型时所在海域对流层大气环境有利，海面温度高，垂直风切变很小，促使强对流区不断扩张，并形成层次分明的核心。系统接下来24小时稳步增强，成为热带低气压仅六小时后就升级成热带风暴并获名“罗莎”（Rosa），并于次日（9月26日）中午12点成为本季第十场飓风。据美国国家飓风中心记载，气旋此时在对流层中层的结构层次分明，南半圆被清晰的雨带包裹。飓风强度此后十八小时基本不变，然后又开始快速增强，于9月27日下午六点突破大型飓风标准，达到最大持续风速每小时240公里、中心最低气压936毫巴（百帕，27.64英寸汞柱）的最高强度，成为本季第七场四级飓风。
达到最高强度后，飓风的风眼墙（即风眼周围的环形云层）大幅回暖，表明眼墙置换循环开始。受逐渐逼近的中到上层低压槽影响，罗莎于9月28日下午转向西北，这片低压槽此后还会一直影响风暴发展。由于行经洋面水温降低，气旋强度稳定回落，到9月29日凌晨零点已属二级飓风，此时眼墙置换循环仍未结束。眼墙置换结束后，风暴结构显著改善，风眼东北方向的外流逐渐扩张，罗莎因此短暂增强。不过，受低压槽逐渐发展产生的风切变影响，飓风上层和下层错位，同期进入最后的减弱阶段。
9月29日，气旋转向北上逼近低压槽。持续的风切变和不断降低的水温迅速侵蚀风暴核心，风眼及飓风南半部上空的对流都被扰乱。9月30日中午12点，罗莎的强度降至一级飓风范围，并在低压槽和副热带高压脊间蜿蜒朝东北行进。12小时后，气旋降级成热带风暴并继续逼近下加利福尼亚半岛。10月2日，罗莎的中心变成椭圆并同对流相互分离，因此降级成热带低气压。10月2日上午11点，气旋在下加利福尼亚州蓬塔圣安东尼奥（Punta San Antonio）东南方向约115公里处登陆，是1997年飓风诺拉过后第一个登陆该州的热带气旋。逼近加利福尼亚湾期间，罗莎的结构逐渐扩散，美国国家飓风中心因此在下午15点宣布系统不再属于热带气旋。不久，美国天气预报中心称风暴残余的下层和中层环流已经分离，其中中层残余继续向亚利桑那州东北部前进，下层残余留在后方，位于加利福尼亚湾上空。10月3日，天气预报中心发出针对罗莎的最后一份公告，称气旋残留已被加利福尼亚州近海逐渐增强但不具备热带天气系统特征的低气压吸收。

## 防灾措施和影响

### 墨西哥

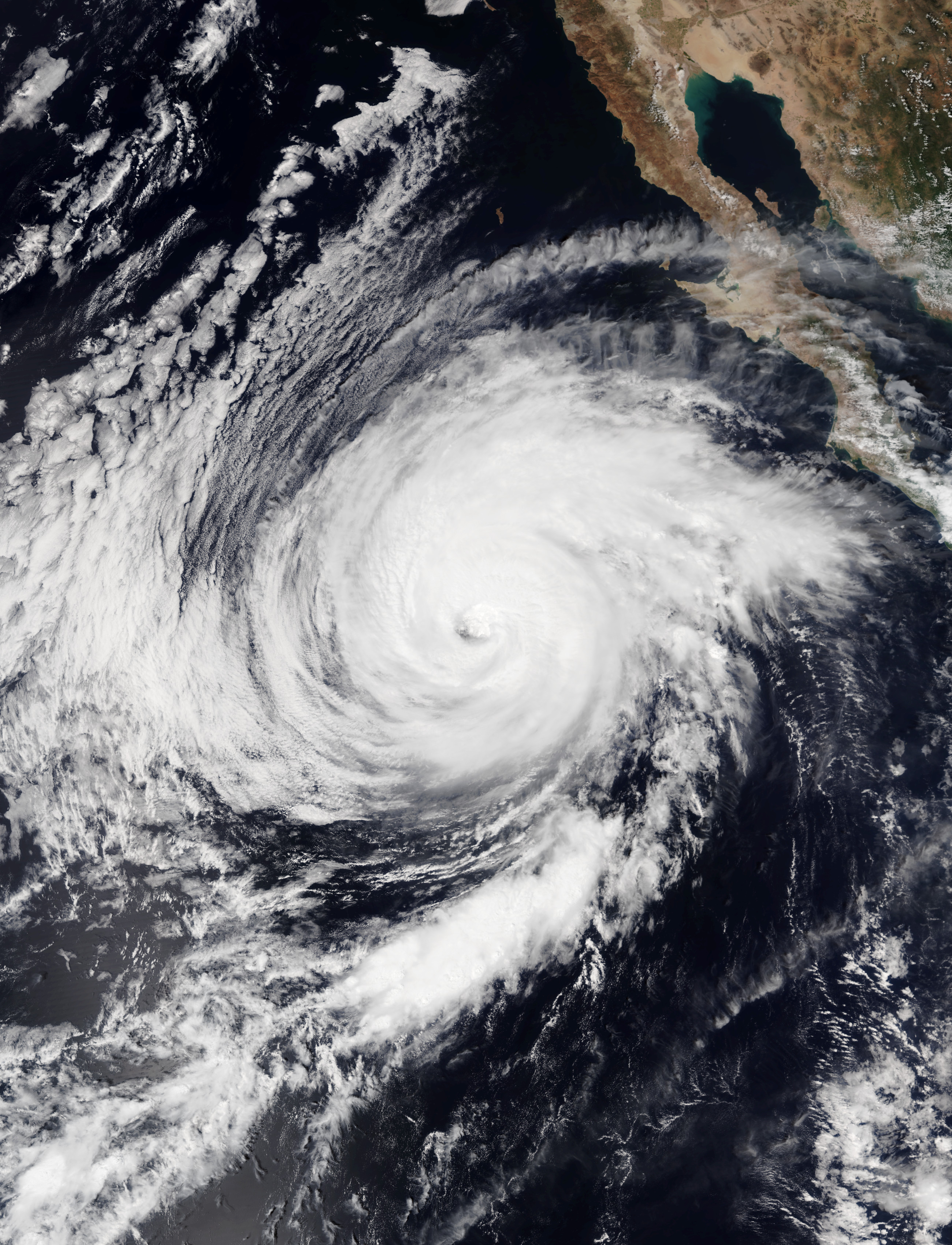
9月29日，飓风罗莎逼近下加利福尼亚半岛

9月29日，墨西哥政府向下加利福尼亚半岛阿布雷奥约斯（Punta Abreojos）至圣昆汀（San Quintín）之间的太平洋沿海地区发布热带风暴观察预警。次日，下加利福尼亚州西海岸的观察预警变更为热带风暴警告，同时该州天使湾（Bahía de los Ángeles）至圣费利佩（San Felipe）之间的东岸沿海地区收到热带风暴观察预警。罗莎减弱成热带低气压后，上述观察预警和警告停止生效。9月30日，索诺拉州民防部门向十一个市镇发布黄色预警，同时向十九个市镇发布绿色预警。10月1日风暴逼近下加利福尼亚州后，圣费利佩收到红色警报，该州和相邻的索诺拉州当天将多地学校关闭。下加利福尼亚州、南下加利福尼亚州、索诺拉州和锡那罗亚州启动主要致力于人员疏散和营救的海洋救灾方案。
气旋登陆前大幅减弱，所以对墨西哥的影响很小。该国以下加利福尼亚州降水最多，局部最高降雨量达166毫米，圣费利佩测得137毫米。圣费利佩的洪水致使一条公路部分路段坍塌，还在该市港口冲出天坑，导致港口中止运作五天，经济损失约一千万墨西哥比索（相当于53万美元）。下加利福尼亚州的损失总额达3540万墨西哥比索（188万美元）。索诺拉州洛斯卡沃斯因暴风雨停电，洪水还卷走多辆汽车。佩尼亚斯科港（Puerto Peñasco）降下约100毫米雨量并引发洪灾，受损民居及商铺共有数十户；该镇许多道路封闭，四座桥梁无法通行。卡波卡（Caborca）一名女子被洪水卷走后溺毙。
南面的科利马州曼萨尼约洪水泛滥，造成地面天坑、地下管道破裂，多幢建筑被淹。该市及周边发生多起山体滑坡，造成道路阻塞，三辆车被埋。米却肯州受到罗莎和附近热带风暴塞尔吉奥的共同影响，约有3.5万公顷庄稼被毁。罗莎过境后，恩森那达、墨西加利和佩尼亚斯科港进入紧急状态。

### 美国

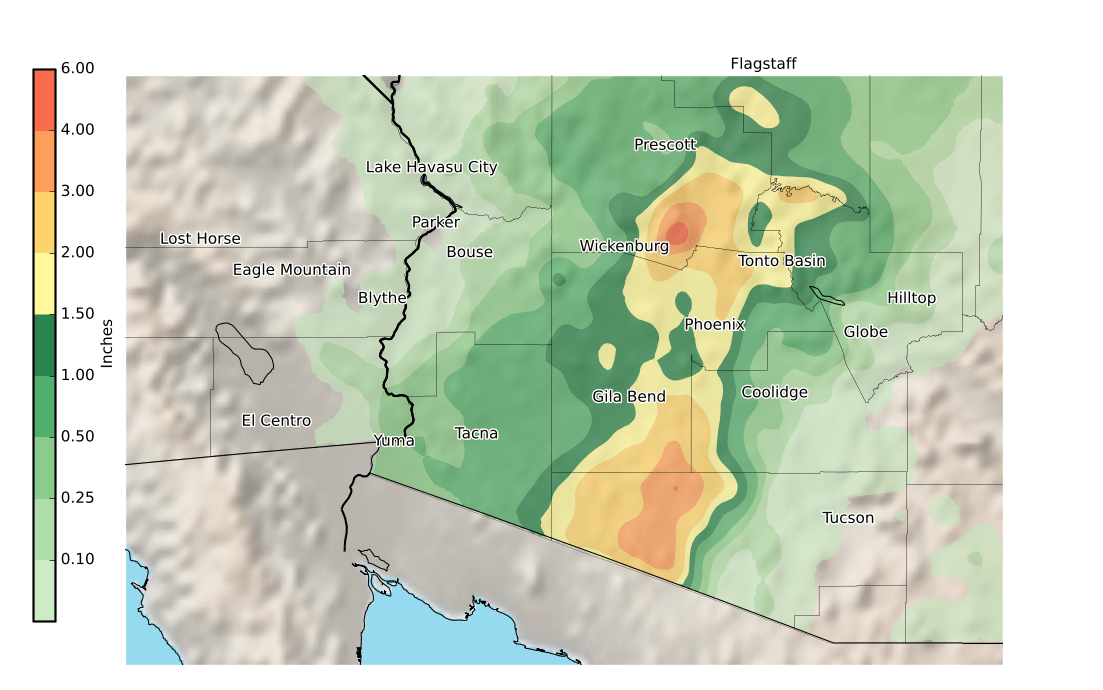
10月1至2日风暴残留产生的降水分布

离开加利福尼亚湾后，风暴残留向北移动，在四角落区域产生阵雨和雷暴。美国西南部因洪灾导致的损失总额约为五千万美元。9月30日，南加利福尼亚州、亚利桑那州、科罗拉多州西南部、犹他州、内华达州中部，以及爱达荷州东南部局部地区收到洪灾预警或警报。10月1日，气旋残留同太平洋的低气压相互影响，在圣贝纳迪诺县引发强烈雷暴。泛滥的洪水将石块冲上95号美国国道位于加利福尼亚州境内部分路段，还在62号和127号州道部分路段堆满泥沙和瓦砾。内华达州也受到恶劣天气影响，山洪导致皮奥奇正街堆满瓦砾，两旁建筑被淹。
截至10月3日风暴残留被低气压吸收时，凤凰城以北约135公里的塔山（Towers Mountain）共测得175毫米降水，该州其他地区降雨量最高为140毫米。罗莎的残留还在瓜达卢佩、格兰岱尔、斯科茨代尔、喷泉山、鹿谷（Deer Valley）和森城多个社区引发山洪，还导致尤马停电。美国国家气象局在降水超过50毫米后向凤凰城地区发布山洪警报，当地数十条公路、多所学校和企业暂时关闭，暴雨期间共发生八十起车祸。此外，卡梅伦北面近郊一名26岁女子和金曼一名34岁男子死于天气引起的交通意外。
塞尔斯的蒙纳格尔斯大坝因气旋残留产生的降水导致水位上涨，10月2日一度距最大容量水位不足0.3米，引发大坝结构是否完好的担忧。美国国家气象局驻图森办事处一度认为水坝即将崩溃，敦促阿里楚克居民马上转移。当天阿里楚克有162人撤离，科哈特克也有32人，蒙纳格尔斯大坝社区23人。多名工程师应召前去评估大坝，政府机构持续监控两周后，从10月17日开始允许居民回家。